# Joan Maria Mundó i Freixes

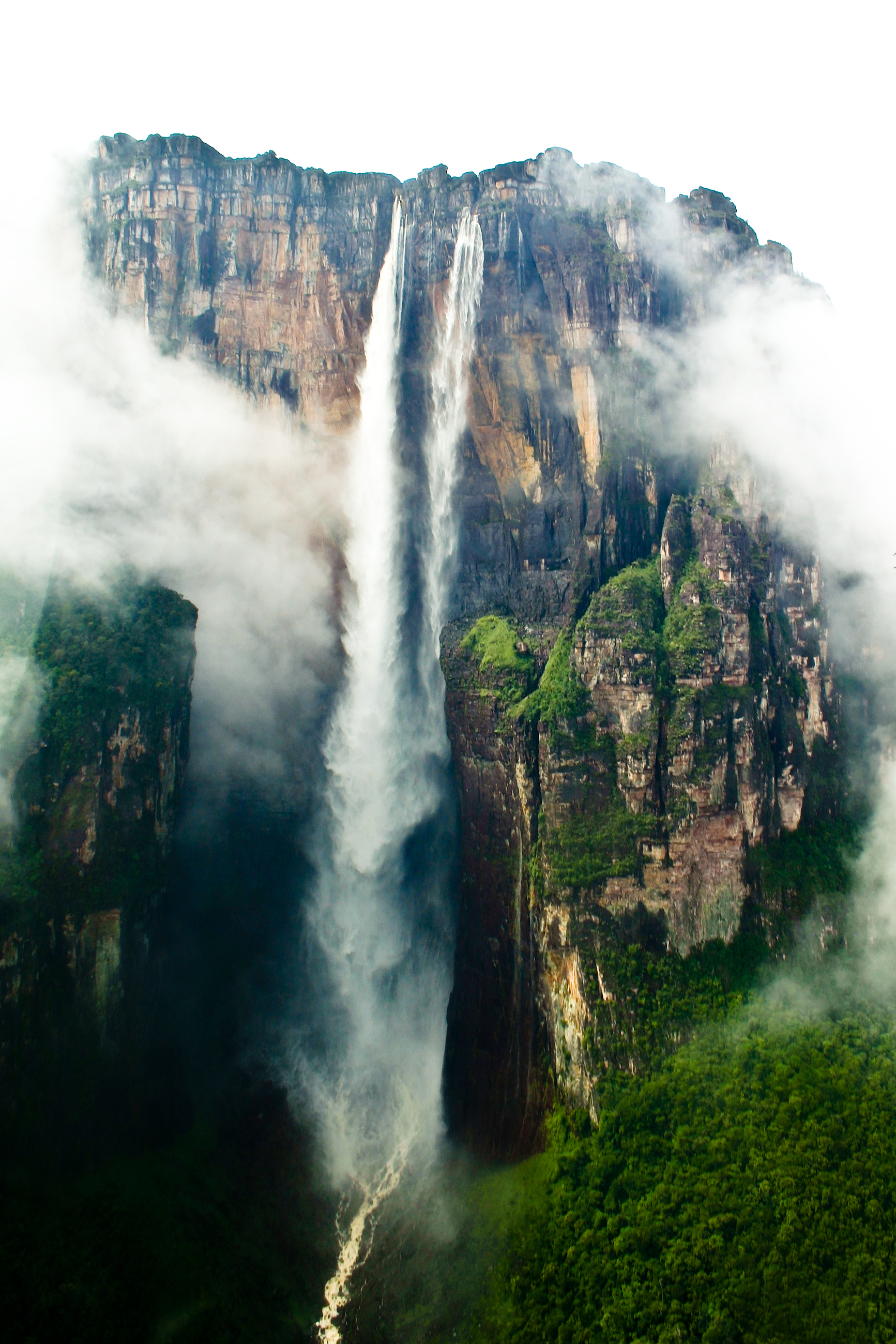
El Salt de l'Àngel

Joan Maria Mundó i Freixes (Barcelona, 27 de març de 1879 - Ciudad Bolívar, 30 d'abril de 1932) va ser un explorador i topògraf català. Era fill de Joan Mundó i Anglès i de Teresa Freixas i Caballé (+1946) nascuts a Barcelona. L'avi Francesc Mundó provinent de Malla ja era fabricant tèxtil deixant als fills l'empresa "Hijos de Francisco Mundó". Després de traslladar-se a viure a Veneçuela l'any 1907, va interessar-se en el riu Caroní, que posteriorment l'exploraria. Va descobrir, juntament amb Fèlix Cardona i Puig, les cascades del massís de l'Auyantepuy, conegudes avui dia con el Salt de l'Àngel en honor de Jimmy Ángel que les donà a conèixer. S'encarregà de dibuixar diversos plànols de les zones explorades amb Cardona, que serien publicades l'any 1930 pel mateix Cardona.
Mor a Veneçuela casat amb Maria Serrano i deixant diverses filles: Maria, Carme, Montserrat, Teresa i Nuria.